# Orsay
Orsay là một xã trong vùng đô thị Paris, thuộc tỉnh Essonne, vùng hành chính Île-de-France của nước Pháp, có dân số là 16.236 người (thời điểm 1999). Orsay nằm khoảng 20 km về phía nam của Paris và trong thung lũng của sông Yvette.